# Carlos Ulberg
Carlos Sao Murry Ulberg (Nova Zelândia, 17 de novembro de 1990) é um lutador neozelandês de artes marciais mistas, atualmente competindo no peso meio pesado do Ultimate Fighting Championship.

## Carreira no MMA

### Primeiros anos
Ulberg fez sua estreia no MMA em 2011. Ele enfrentou Kaota Puna no King of the Door e venceu por nocaute no segundo round.

### DWCS
Ulberg enfrentou Bruno Oliveira no Dana White’s Contender Series em novembro de 2020 e foi contratado pelo UFC ao nocautear o adversário no primeiro round.

### UFC
Ele é esperado para fazer sua estreia no dia 6 de março de 2021 no UFC 259 contra Kennedy Nzechukwu.

## Cartel no MMA
| Cartel no MMA |            |           |
| 5 lutas       | 4 vitórias | 1 derrota |
| Por nocaute   | 2          | 1         |
| Por decisão   | 2          | 0         |

| Res.    | Cartel | Oponente           | Método                  | Evento                            | Data       | Round | Tempo | Local             | Notas                     |
| ------- | ------ | ------------------ | ----------------------- | --------------------------------- | ---------- | ----- | ----- | ----------------- | ------------------------- |
| Vitória | 4-1    | Fabio Cherant      | Decisão (unânime)       | UFC 271: Adesanya vs. Whittaker 2 | 12/02/2022 | 3     | 5:00  | Houston, Texas    |                           |
| Derrota | 3-1    | Kennedy Nzechukwu  | Nocaute técnico (socos) | UFC 259: Blachowicz vs. Adesanya  | 06/03/2021 | 2     | 3:19  | Las Vegas, Nevada | Luta da Noite.            |
| Vitória | 3–0    | Bruno Oliveira     | Nocaute (socos)         | Dana White's Contender Series 34  | 04/11/2020 | 1     | 2:02  | Las Vegas, Nevada | Volta aos Meio-Pesados.   |
| Vitória | 2–0    | John Martin Fraser | Decisão (unânime)       | Eternal MMA 40                    | 08/12/2018 | 3     | 5:00  | Perth             | Estreia nos Pesados.      |
| Vitória | 1–0    | Kaota Puna         | Nocaute técnico (socos) | King of the Door: Submission 2    | 26/08/2011 | 2     | 1:47  | Auckland          | Estreia nos Meio-Pesados. |